# 海德公园角
51°30′10″N 0°9′4.5″W / 51.50278°N 0.151250°W

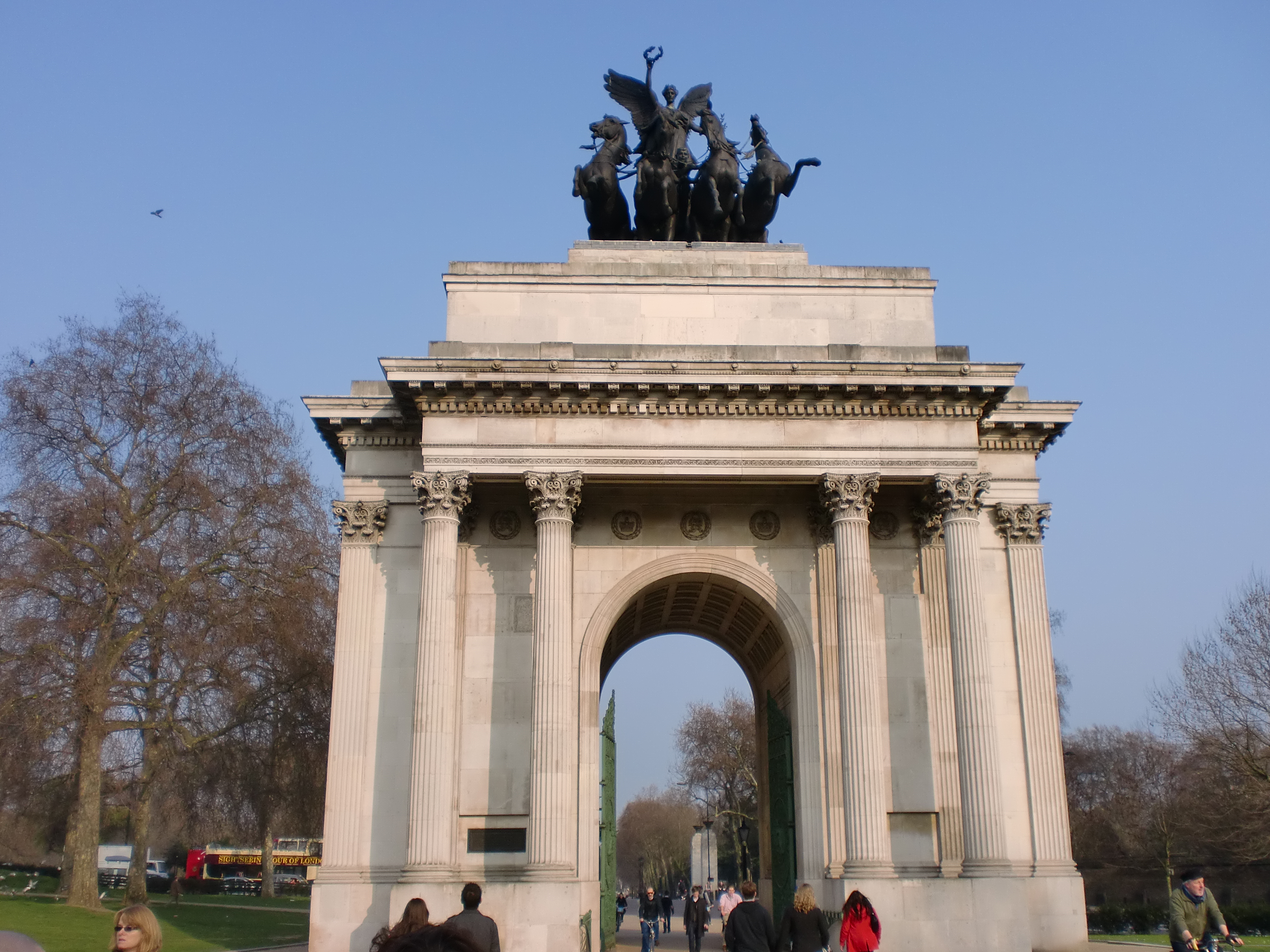
惠灵顿拱门

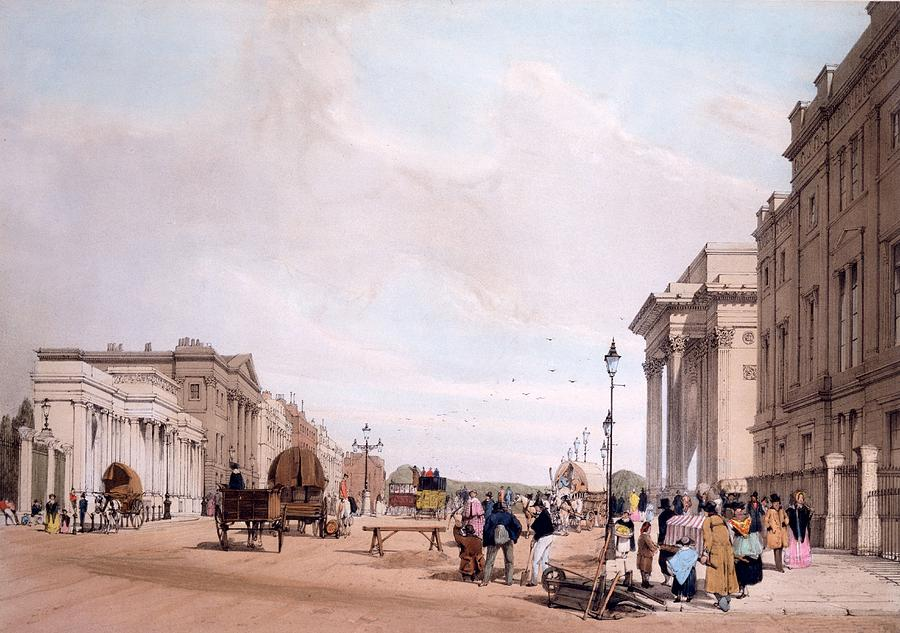
1842年的海德公园角，左侧是海德公园入口

海德公园角（Hyde Park Corner）在伦敦海德公园的东南角，是一个重要的交通路口，公园巷（Park Lane）、骑士桥、皮卡迪利大街（Piccadilly）、格罗夫纳广场（Grosvenor Place）和宪法山（Constitution Hill）五条街道在此交汇。距离最近的地铁站是海德公园角站。
在海德公园角的环岛中心，树立着宪法拱门（或惠灵顿拱门），纪念的是惠灵顿公爵，最初是进入伦敦的一个入口。这个拱门作为白金汉宫的北门。最初拱门顶部是公爵的骑马雕像，1912年更换为目前的“和平天使乘坐胜利的双轮战车降临”。海德公园角的纪念物还有琼斯的帝国骑兵纪念碑（公园巷西侧）、男孩和海豚雕像（在海德公园角西面的玫瑰园）、惠灵顿纪念碑（公园巷西侧）和拜伦勋爵雕像（在惠灵顿纪念碑对面的环岛）。 
在战后，公园巷被拓宽，同时拱门周围的地区成为一个大型环岛，主要铺设为草坪。安全岛地区有惠灵顿骑马小雕像、机关枪团纪念碑、皇家炮兵纪念碑、澳大利亚战争纪念馆和新西兰战争纪念馆。路口下方有一立交，使骑士桥和皮卡迪利街之间得以畅通。在海德公园角的海德公园边界，有伊丽莎白女王门和海德公园角屏幕。环岛以北是第一代威灵顿公爵的阿普斯利宅邸（Apsley House）。1952年宣布乔治六世的死讯时，“海德公园角”被当作一个代号。 
著名的兰斯伯瑞酒店（The Lanesborough）位于海德公园角。

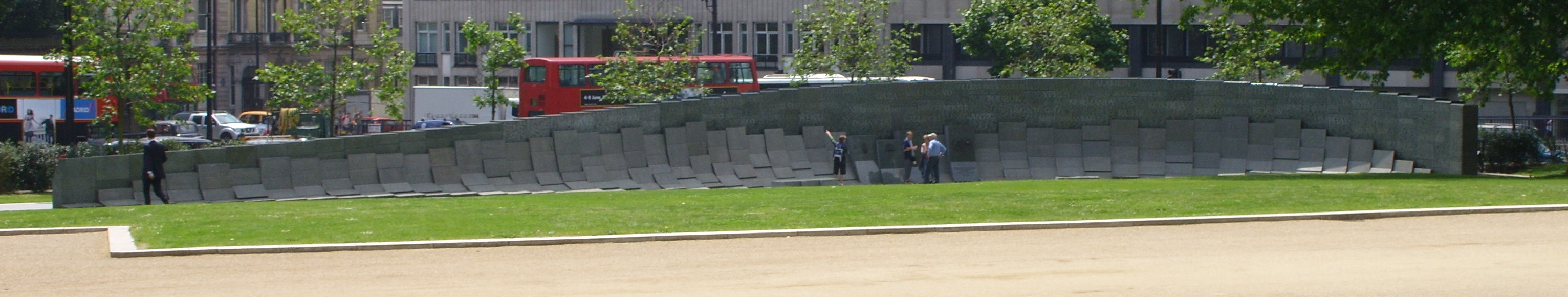
澳大利亚战争纪念馆
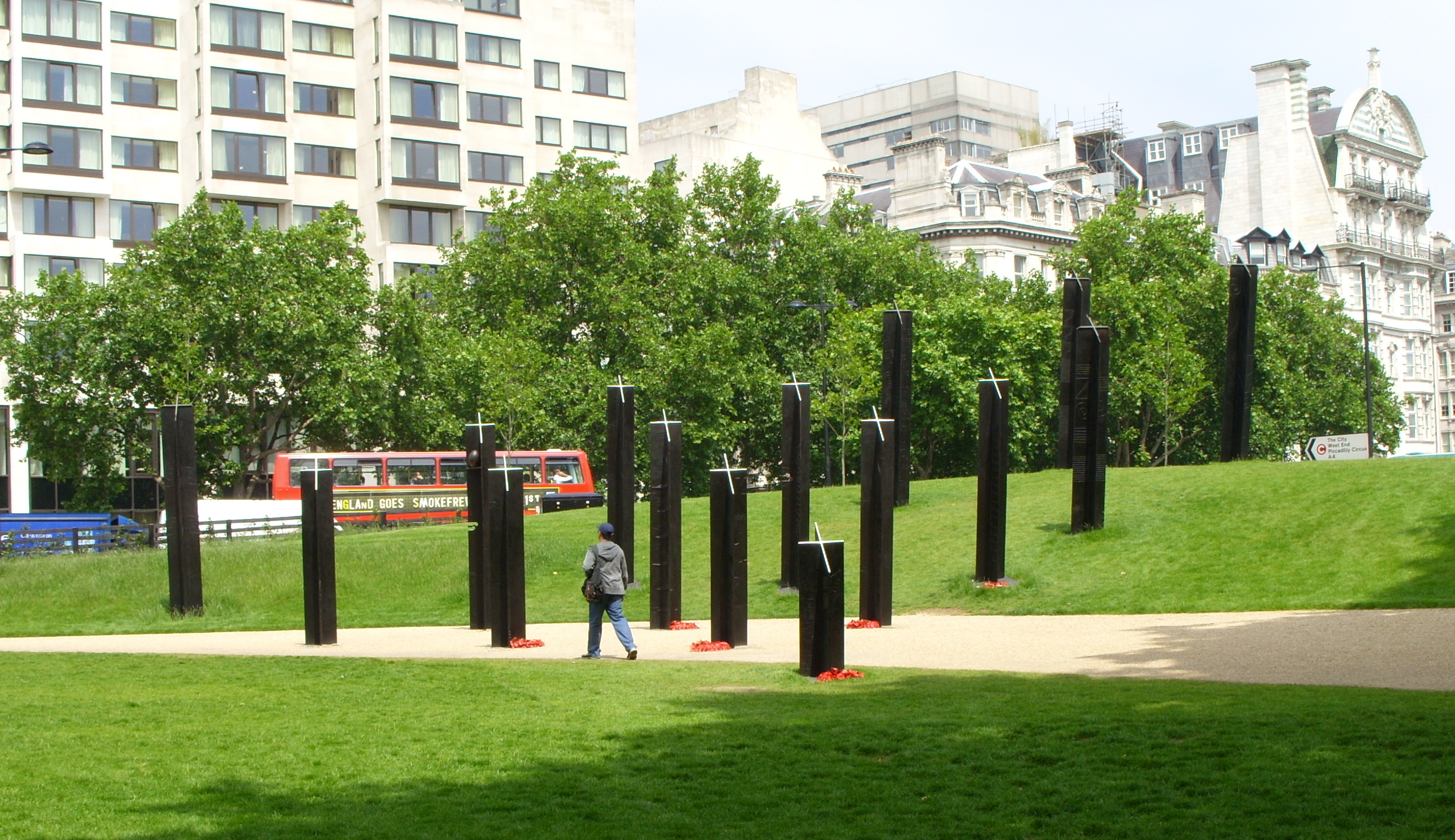
新西兰战争纪念馆
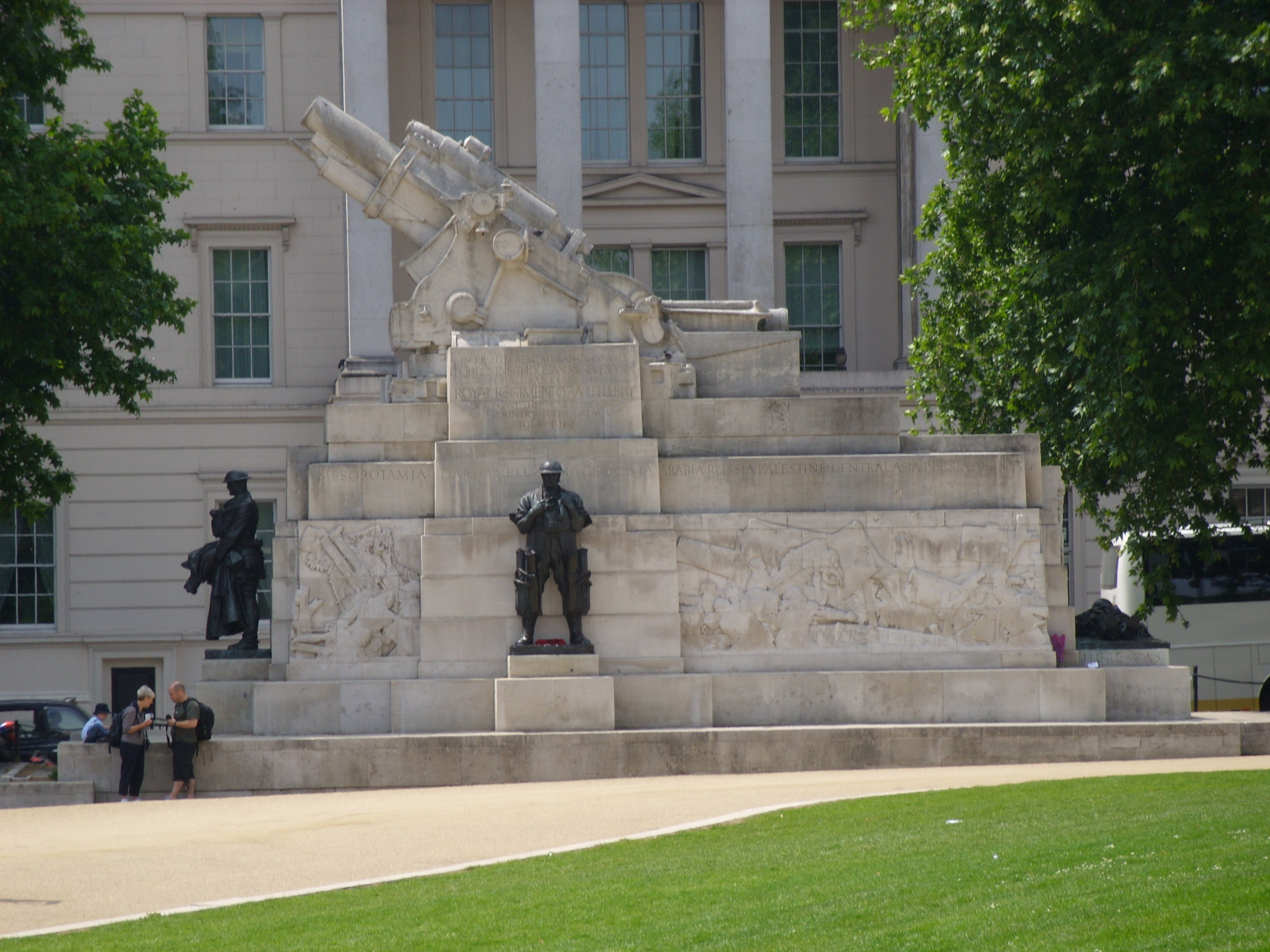
皇家炮兵纪念碑